# Lošinj
Lošinj (wł. Lussino, niem. Lötzing, łac. Apsorrus) – chorwacka wyspa na Adriatyku, o powierzchni 74,37 km². Liczba mieszkańców w 2001 roku wynosiła 8 134 osób (109,4 os./km²). Najwyższy szczyt to Televrin (588 m n.p.m.). Największym miastem wyspy jest Mali Lošinj, którego liczba mieszkańców (8 388 w 2001) jest większa, niż łączna liczba mieszkańców wyspy. Bierze się to stąd, że do administracyjnych granic miasta wliczane są pobliskie wysepki, m.in. Ilovik (350 mieszkańców), Susak (200), Unije (85) i inne. Lošinj jest jedenastą co do wielkości wyspą chorwacką. Jego długość wynosi 33 km, natomiast szerokość 0,25 do 4,75 km. Łączna długość linii brzegowej wynosi 121,2 km. Jest połączony z wyspą Cres małym mostem obrotowym, znajdującym się w miejscowości Osor. Most otwierany jest dwa razy dziennie na około 30 minut, żeby umożliwić przepłynięcie przez kanał łódkom. Na wyspie znajduje się port lotniczy Lošinj.